# Mirel Rădoi
Mirel Matei Rădoi (* 22. března 1981) je bývalý rumunský fotbalista, hrával na pozici defenzivního záložníka. V současné době působí jako technický ředitel v rumunském klubu SCM Pitești.